# Werner Bergengruen

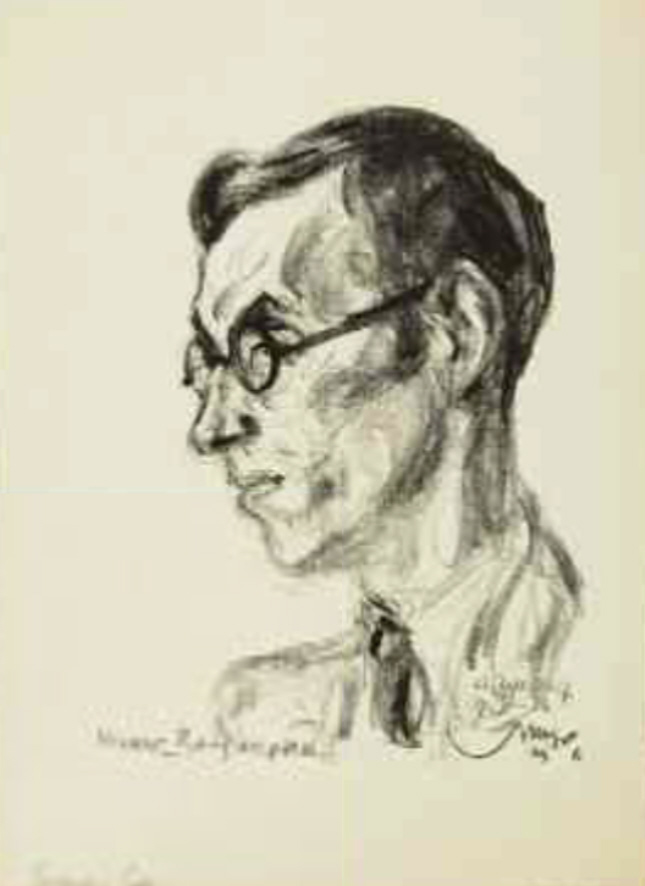
Werner Bergengruen (porträtiert von Emil Stumpp, 1929)

Unterschrift (ohne Datum)

Werner Max Oskar Paul Bergengruen (* 4. Septemberjul. / 16. September 1892greg. in Riga, Gouvernement Livland, Russisches Reich; † 4. September 1964 in Baden-Baden) war ein deutsch-baltischer Schriftsteller.

## Leben
Werner Bergengruen wurde als zweiter Sohn des deutsch-baltischen Arztes Paul Emil Bergengruen (Bergengrün) (1861–1945), schwedischer Abstammung und Angehöriger der aristokratisch-patrizischen Oberschicht, und seiner Frau Helene von Boetticher in Riga geboren. Zur Schulausbildung wurde der Junge von seinem Vater wegen der Russifizierungspolitik des Zarenreiches im Baltikum nach Deutschland geschickt. Er blieb dennoch seiner alten Heimat zeitlebens verbunden.
Sein Enkel ist Maximilian Bergengruen, der an der Julius-Maximilians-Universität Würzburg doziert. 

### Übersiedlung nach Deutschland
In den Jahren 1903 bis 1908 besuchte Bergengruen das Katharineum zu Lübeck, von 1908 bis 1910 das Gymnasium Philippinum in Marburg. 1910 nahm er an der Philipps-Universität Marburg das Studium der Evangelischen Theologie auf und wechselte danach zu Germanistik und Kunstgeschichte. 1910 wurde er Mitglied der Burschenschaft Normannia Marburg. Der Bund wurde 1927/28 zum Corps im Rudolstädter Senioren-Convent. Später setzte Bergengruen sein Studium an der Ludwig-Maximilians-Universität München fort, ohne einen regulären Abschluss zu machen. Während des Ersten Weltkrieges, von 1914 bis 1918, war er als Freiwilliger und Leutnant bzw. Stoßtruppführer des Deutschen Heeres im Baltikum im Einsatz. Unter dem Eindruck der Ermordung von Familienangehörigen durch bolschewistische Truppen trat er 1919 der Baltischen Landeswehr bei, die gegen die Rote Armee kämpfte.

### Journalist und freier Schriftsteller
Am 4. Oktober 1919 heiratete er in Marburg Charlotte Hensel (1896–1990), Tochter des Mathematikers Kurt Hensel, Schwester des Rechtswissenschaftlers Albert Hensel und Urenkelin von Wilhelm Hensel und Fanny Hensel. Aus der Ehe gingen vier Kinder hervor: Olaf (*† 1920), Nino Luise, verh. Hackelsberger (1924–2022, die sein literarisches Erbe verwaltete), Maria, verh. Schütze-Bergengruen (1928–2020), und Alexander (* 1930). Alexanders Sohn ist der Literaturwissenschaftler Maximilian Bergengruen.
Beruflich war Werner Bergengruen seit 1920 als Journalist tätig und ging 1922 nach Berlin, wo er Leiter der Zeitschrift Ost-Informationen wurde. In diesem Jahr erschien als Vorabdruck in der Frankfurter Zeitung sein erster Roman Das Gesetz des Atum, der autobiografische Züge enthält. In späteren Jahren stand er diesem Werk ablehnend gegenüber („mit Recht vergriffen, verbrannt, vergessen“). 1925 wurde er Chefredakteur der Baltischen Blätter.
1927 lebte Bergengruen als freier Schriftsteller in München und Berlin, wo er zu dem Kreis um den Verleger Victor Otto Stomps und dessen Verlag Die Rabenpresse gehörte. Neben dem Mitbegründer der „Rabenpresse“ Hans Gebser, der unter dem Namen Jean Gebser als Philosoph bekannt wurde, gehörten zu diesem Kreis auch Horst Lange und dessen spätere Frau Oda Schaefer, für kurze Zeit Joachim Maass, Walther G. Oschilewski, Hermann Kasack, Robert Seitz, Jens Heimreich, Rolf Bongs, Werner Helwig und Eberhard Meckel. Bergengruen lieferte selbst Beiträge zur Literaturzeitschrift Der weiße Rabe, die Stomps in den Jahren 1932 bis 1934 in Die Rabenpresse herausgab.
Bergengruen hat als einer der jüngeren Autoren aus dem Umfeld der sogenannten „Konservativen Revolution“ zu gelten; er publizierte unter anderem in einschlägigen rechten Verlagen wie dem Frundsberg-Verlag oder dem Verlag Tradition Wilhelm Kolk. Ende 1929 wurden zwei seiner Werke vom Verlag Georg Müller übernommen, der sich nach seiner Übernahme durch den Deutschnationalen Handlungsgehilfen-Verband (DHV) in einem Umbruchsprozess befand und vermehrt auf die Verbreitung nationalkonservativer Literatur setzte.

### Stellung zum Nationalsozialismus
Dem Nationalsozialismus stand Bergengruen (wie auch sein enger Freund Reinhold Schneider) ablehnend gegenüber. Er war zwar national-konservativ eingestellt, dabei aber zunehmend christlich-humanistisch orientiert. Auch aus familiären Gründen – seine Frau galt nach den Nürnberger Gesetzen wegen ihrer jüdischen Großeltern mütterlicherseits und ihrer Urgroßmutter väterlicherseits Fanny Hensel als „Mischling“ – war er distanziert, trat aber nicht offen gegen den Nationalsozialismus auf.
Im Jahr 1935 erschien sein erfolgreichster Roman Der Großtyrann und das Gericht, der eine Auflage von über einer Million verkaufter Exemplare erreichte und von Kritikern des Nazi-Regimes als versteckte Abrechnung mit dem Nationalsozialismus verstanden wurde. Angesichts des Entstehungszeitraumes ab 1926 könnte diese Lesart aber zu einseitig sein. Der Völkische Beobachter feierte das Werk zunächst als „großen Führerroman“. Der Roman wurde später verfilmt, dramatisiert und in fünfzehn Sprachen übersetzt.
Ein Jahr später (1936) konvertierte Bergengruen mit seiner Frau beim damaligen Akademiker- und Studentenseelsorger Johannes Pinsk zum katholischen Glauben. 1937 wurde er (u. a. mit Hinweis auf den Roman Großtyrann) aus der Reichsschrifttumskammer mit folgender Begründung ausgeschlossen: „da Sie nicht geeignet sind, durch schriftstellerische Veröffentlichungen am Aufbau der deutschen Kultur mitzuarbeiten.“ In einem Gutachten des Gaupersonalamtes München/Hauptstelle für politische Beurteilungen hieß es: „Weder er noch seine Kinder sind Mitglied einer Parteigliederung. Der deutsche Gruß ‚Heil Hitler‘ wird weder von ihm noch von seiner Familie angewendet. Eine NS-Presse bezieht er soweit bekannt ebenfalls nicht. Bemerkt sei noch, daß B. konfessionell stark gebunden ist.“
Trotzdem erhielt Bergengruen eine „Dauersondergenehmigung“ zum Publizieren. In der Folge wurden der Gedichtband Der ewige Kaiser aus dem Jahr 1937 und der Roman Am Himmel wie auf Erden 1940 verboten, auch ein Rundfunk- und Vortragsverbot wurde verhängt. Dessen ungeachtet gingen die regimekritischen Gedichte des Gedichtbandes Der ewige Kaiser in Abschriften von Hand zu Hand und/oder wurden lediglich in Publikationen mit kleinerer Auflage wie den Weißen Blättern veröffentlicht. Der Widerstandskämpfer Hans Scholl, der ihn über Carl Muth kennengelernt hatte, war von seinen Werken berührt.
Trotz Bergengruens Schwierigkeiten mit dem NS-Regime konnten zahlreiche seiner anderen Werke erscheinen, nicht zuletzt weil er einer der beliebtesten Autoren in Deutschland war. Sein 1938 erschienenes Kinderbuch Zwieselchen, illustriert von Marianne Scheel, wurde dreißig Jahre lang immer wieder neu aufgelegt und ins Schwedische und Japanische übersetzt. Zudem schrieb er regelmäßig Artikel für die Wochenzeitschrift Deutsche Zukunft. Nach der Zerstörung seines Hauses in München-Solln 1942 übersiedelte er nach Achenkirch in Tirol.
Bergengruen urteilte 1945 nach dem Ende des Zweiten Weltkriegs über die Zeit des Nationalsozialismus: „Niemand darf sagen, er habe von den Greueln nichts gewußt. (…) Was in den Konzentrationslagern geschah, das wußte jeder, wenn er nicht Gehör und Gesicht gewaltsam verschloß.“

### Nachkriegszeit

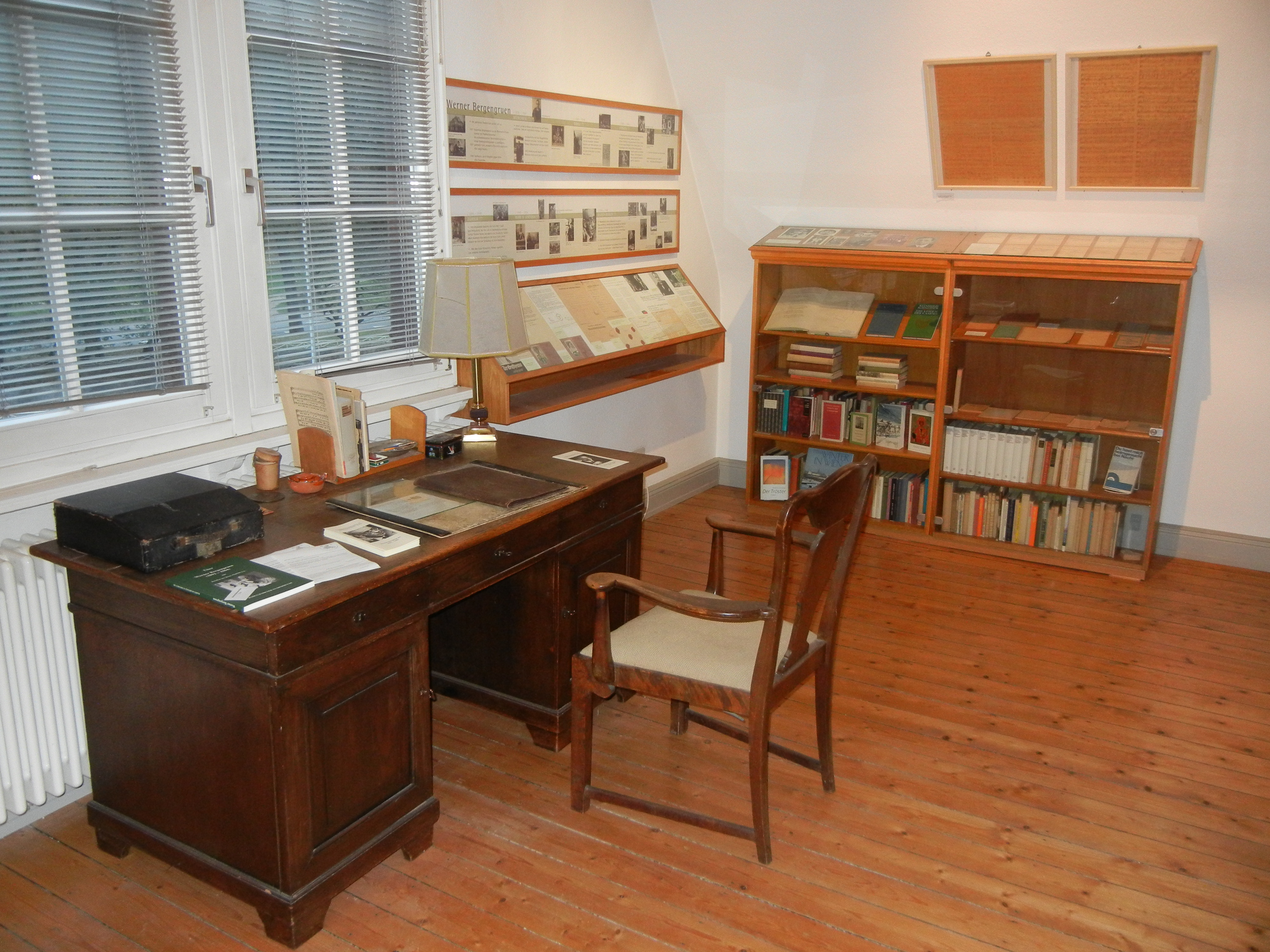
Bergengruens Arbeitszimmer im Literaturmuseum in Baden-Baden

Das Grab Werner Bergengruens und seiner Frau auf dem Hauptfriedhof Baden-Baden

1946 zog Bergengruen in die Schweiz, lebte danach zwei Jahre in Rom und schließlich von 1958 bis zu seinem Tod in Baden-Baden. 1952 entstand sein wohl bekanntestes Werk der Nachkriegszeit, Der letzte Rittmeister, in dem er u. a. seine Zweifel und seine Skepsis über die Entwicklungen der Nachkriegszeit äußerte. Er sprach beispielsweise vom „Industriezeitalter“ oder verurteilte „normiertes Verhalten“. Demgegenüber setzte er sich für konservative Prinzipien ein wie „Festhalten an der Tradition“, die er allerdings nicht als starres Gegenmodell zur Gegenwart verstand.
Dem Vorwurf, er versuche die verbrecherische Vergangenheit der NS-Diktatur zu verdrängen, begegnete er in dem Essay Schreibtischerinnerungen (1961). Darin befragt er Menschen aller Zeiten nach ihrem Verhalten, ihrem Versagen und ihrem Glauben und überantwortet sie schließlich der Gnade Gottes.
Wegen seiner Auffassung des Glaubens als „Sprung über den Schatten der eigenen Existenz“ erfüllten ihn auch die Ergebnisse des Zweiten Vatikanischen Konzils mit Misstrauen. Denn zu sehr widersprachen diese Änderungen seinem nonkonformistischen Bild von „Katholizität“ und seiner Grundüberzeugung, dass „das, was im Äußeren vorgeht, nur ein verdeutlichendes und vergröbertes Bild der Dinge ist, die sich in den Seelen der Menschen ereignen“.

## Künstlerisches Schaffen
Bergengruen schrieb in der Nachfolge der großen Autoren des 19. Jahrhunderts Romane, Erzählungen, Gedichte und Übersetzungen, die sich durch geschliffene Sprache und klassischen, spannungsreichen Aufbau auszeichnen. Er war ein Erzähler, der sein christlich-humanistisches Weltbild in große Fabeln und Parabeln verpackte und dabei sowohl in weit ausgesponnenen Romanen (wie z. B. Am Himmel wie auf Erden) wie auch in – teilweise durch Rahmenerzählungen zusammengehaltenen – kleinen, oft anekdotenhaften Formen brillierte.

Die novellistischen Erzählungen machen einen Schwerpunkt in Bergengruens Werk aus.
In der deutschen Nachkriegszeit galt er als Beispiel eines Autors der Inneren Emigration während des NS-Regimes. Er war einer der bekanntesten und erfolgreichsten Autoren der frühen Bundesrepublik. Das Christentum und der abendländische Humanismus bestimmten Bergengruens gesamtes Werk durchziehende Weltanschauung. Seine Novellen handeln von der Bindung des Menschen an eine höhere Ordnung und vom Wirken göttlicher Vorsehung, gehalten in klassischer Erzählform, in der eine (im Sinne Goethes) „unerhörte Begebenheit“ als zeitloser Handlungsprototyp thematisiert wird.
Sein bekanntestes Novellenwerk Die drei Falken (1936) lehnt sich in seinen Strukturen an Boccaccios Falkennovelle im Decamerone (neunte Novelle des fünften Tages) an. So ist auch bei Bergengruen der Falkenbesitzer verarmt und alleinstehend. Als Erbe hinterlässt er drei wertvolle Jagdfalken, um die juristisch gefochten wird. Zum Vorschein kommen in der mit komischen Details gespickten Novelle Bergengruens allerlei menschliche Schwächen, aber auch großzügiges Verhalten. – Im Gegensatz zu der Novelle von Giovanni Boccaccio spielt bei Bergengruen der Falke nicht die Rolle eines Phallussymbols oder eines Geliebten, wie es in mittelalterlicher Literatur üblich war.
1960 erschien Titulus. Das ist: Miszellen, Kollektaneen und fragmentarische, mit gelegentlichen Irrtümern durchsetzte Gedanken zur Naturgeschichte des deutschen Buchtitels. Oder: Unbetitelter Lebensroman eines Bibliotheksbeamten, laut Rezension in der Zeit ein „liebenswürdiger, wenn auch etwas dünner Ansatz“ zur Geschichte des Buchtitels.

## Sprache und Stil
Der österreichische Schriftsteller Thomas Stangl schrieb 2017: „Alle Texte Bergengruens [...] scheinen mir auf dieselbe Art zu missglücken; zunächst hat das mit der Form zu tun, in der sie aus ihrer Zeit fallen und sich in den Gewissheiten anderer Zeiten einrichten. [...] wer weiß, was ein größerer Abstand aus diesem Werk machen wird und ob, wenn sich die Jahrhunderte vermischen, nicht doch eine uns unsichtbare Art von Glanz darin erkennbar wird.“
Eine andere Sicht artikulierte der Schriftsteller und Germanist Michael Maar, als ihm 2021 der Werner-Bergengruen-Preis 2021 verliehen wurde. Maar lobt „sprachliche Meisterschaft und erzählerische Verknappung“, hebt „den Reiz der leichten Abweichung, der winzigen fremden Kiesel im eleganten, perfekt rhythmisierten Sprachfluß“ hervor, spricht von Formulierungskunst und sieht darin Parallelen zu Gottfried Keller.

## Auszeichnungen und Ehrungen
- 1951: Wilhelm-Raabe-Preis der Stadt Braunschweig
- 1957: Großes Bundesverdienstkreuz
- 1958: Ehrendoktor der Philosophischen Fakultät der Ludwig-Maximilians-Universität München
- 1958: Mitglied des Ordens Pour le mérite für Wissenschaften und Künste
- 1962: Schiller-Gedächtnispreis des Landes Baden-Württemberg
- 1972: Benennung der Bergengruenstraße in Berlin-Zehlendorf aus Anlass des 80. Geburtstags[19]
- 2002: Ehrentafel in der Sandstraße (Smilšu iela) in Riga, angebracht durch Domus Rigensis.[20]
- 2009: Stiftung des Werner-Bergengruen-Preises durch die Uelzener Werner-Bergengruen-Gesellschaft

Der Asteroid (7280) Bergengruen wurde nach ihm benannt.

## Werke
- Das Gesetz des Atum. Roman 1923
- Rosen am Galgenholz. Erzählungen 1923 (u. a. Die Fahrt des Herrn von Ringen)
- Schimmelreuter hat mich gossen. Erzählungen
- Das Brauthemd. Erzählungen 1925
- Das große Alkahest. Roman 1926 (Neufassung 1938: Der Starost)
- Das Buch Rodenstein. Novellenzyklus 1927 (erweitert 1951)
- Das Kaiserreich in Trümmern. Historischer Roman 1927
- Kaschubisches Weihnachtslied. Gedichte 1929
- Der tolle Mönch. Erzählungen 1930
- Herzog Karl der Kühne oder Gemüt und Schicksal. Historischer Roman 1930 (Neubearbeitung 1943)
- Die Woche im Labyrinth. Roman 1930
- Capri. Gedichte 1930
- Der goldene Griffel. Roman 1931
- Zwieselchen. Kinderbuch 1931 ff.
- Der Wanderbaum. Gedichte 1932
- Die Feuerprobe. Novelle 1933
- Die Ostergnade. Erzählung 1933
- Deutsche Reise. Ein Erinnerungsbuch 1934
- Die Schnur um den Hals. Novellen 1935
- Der Großtyrann und das Gericht. Renaissance-Roman 1935
  - Dramatisierung: Günther Fleckenstein, 1962
  - Verfilmung: Günther Fleckenstein, 1966[21]
- Gerechtigkeit. Erzählung 1935[22]
- Die Rose von Jericho. Gedichte 1936
- Die drei Falken. Erzählung 1937
- Der ewige Kaiser. Gedichte 1937
- Die verborgene Frucht. Gedichte 1938
- E. T. A. Hoffmann. Biographie 1939
- Die Leidenschaftlichen. Erzählung 1939
- Der Tod von Reval. Erzählungen 1939
- Am Himmel wie auf Erden. Historischer Roman 1940
- Der spanische Rosenstock. Erzählung 1940
- Das Hornunger Heimweh. Erzählung 1942
- Schatzgräbergeschichte. 1942
- Dies irae. Gedichte 1945
- Zauber- und Segenssprüche. 1946
- Die Sultansrose. Erzählungen 1946
- Das Beichtsiegel. Erzählung 1946
- Jungfräulichkeit. Novelle 1947
- Pelageja. Roman 1947
- Sternenstand. Erzählung 1947
- Die Hände am Mast. Erzählung 1948
- Römisches Erinnerungsbuch. 1949
- Das Feuerzeichen. Roman 1949
- Der Teufel im Winterpalais. Erzählung 1949
- Das Tempelchen. Erzählung 1950
- Die heile Welt. Gedichte 1950
- Die letzte Reise. Erzählung 1950
- Lombardische Elegie. Lyrik 1952
- Der letzte Rittmeister. Erzählband 1952
- Der Pfauenstrauch. Erzählung 1952
- Nachricht vom Vogel Phönix. Erzählung 1952
- Die Flamme im Säulenholz. Erzählungen 1952
- Das Geheimnis verbleibt. Aufzeichnungen und Bekenntnisse 1952
- Die Sterntaler. Erzählung 1953
- Die Rittmeisterin. Roman 1954
- Die Fahrt des Herrn von Ringen. Erzählungen 1955
- Die Zwillinge aus Frankreich. Erzählungen 1955
- Mit tausend Ranken. Gedichte 1956
- Das Netz. Novelle 1956
- Hubertusnacht. Erzählung 1957
- Bärengeschichten. Erzählung 1959
- Zorn, Zeit und Ewigkeit. Erzählungen 1959
- Der dritte Kranz. Roman 1962
- Die Schwestern aus dem Mohrenland. Erzählung 1963
- Räuberwunder. Erzählung 1964
- Die schönsten Novellen. 1965
- Dichtergehäuse. Autobiographie 1966
- Und dein Name ausgelöscht. Erzählungen 1971
- Schnaps mit Sakuska. Baltisches Lesebuch. Herausgegeben von N. Luise Hackelsberger. Arche, Zürich 1986, ISBN 3-7160-2045-1.
- Compendium Bergengruenianum. Aufzeichnungen 1940–45, 1992
- Von Riga nach anderswo oder Stationen eines Lebens. Bücher, Reisen, Begegnungen. Herausgegeben von N. Luise Hackelsberger. Arche, Zürich 1992, ISBN 3-7160-2148-2.

## Bergengruen im Baltikum

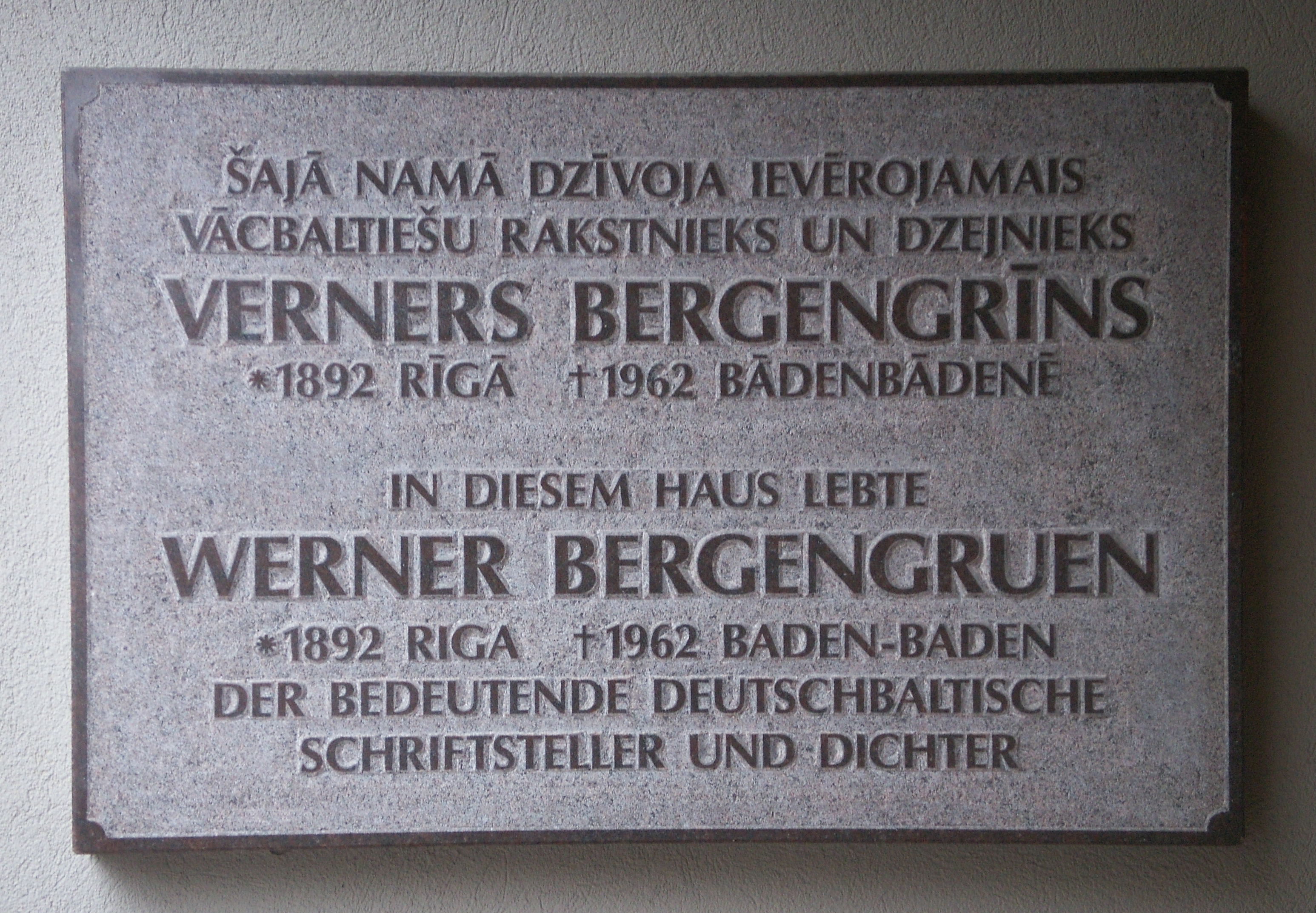
Gedenktafel im Eingangsbereich des Gebäudes Smilšu iela (Sandstraße) 12 in Riga, angebracht auf Initiative des Deutschbaltisch-Lettischen Zentrums Domus Rigensis. – Bergengruens Elternhaus befand sich tatsächlich in der Kalkstraße 12 (heute Kalķu iela 22) und wurde 1914 abgerissen bzw. durch einen Neubau ersetzt. Bergengruen starb 1964, nicht 1962.

Im Baltikum ist Bergengruens Werk heute kaum bekannt. In sowjetischer Zeit waren Reminiszenzen an den Einfluss deutsch-baltischer Kultur und Sprache unerwünscht. Zuletzt wurden ausgewählte Erzählungen ins Lettische und Estnische übersetzt und eröffnen die Chance, literarische Zeugnisse der Landesgeschichte wiederzuentdecken.
- Übersetzungen ins Lettische:
  - Verners Bergengrīns: Melnā lente (Das schwarze Band). Übersetzt von R. L. Mit Einführung Sastapšanās ar rīdzinieku (Begegnung mit einem Rigenser) in: Laika mēnešraksts Nr. 5/1956, S. 142–151 (Digitalisat in der LNB)
  - Verners Bergengrīns: Balle austrumu spārnā. Spoku stāsti (Ball im Ostflügel. Spukgeschichten). Übersetzt von Silvija Brice. Verlag Harro von Hirschheydt, Aizpute 1999, ISBN 9984-932915
  - Verners Bergengrīns: Nāve Rēvelē. Dīvaini stāsti par kādu senu pilsētu (Der Tod von Reval. Kuriose Geschichten aus einer alten Stadt). Übersetzt von Austra Aumale. Verlag Harro von Hirschheydt, Aizpute 2000. ISBN 9984-93294X
  - Verners Bergengrīns: Pasaules tautām; Fon Ringena kunga brauciens; Sargeņģelis; Pēdējā epifānija (An die Völker der Erde; Die Fahrt des Herrn von Ringen; Der Schutzengel; Die letzte Epiphanie). Übersetzt von Valdis Bisenieks, Riga 1997. ISBN 9984-509931

- Übersetzungen ins Estnische:
  - Werner Bergengruen: Nii taevas kui ka maa peal (Am Himmel wie auf Erden). Übersetzt von Mati Sirkel. Verlag Argo, Tallinn 2013, ISBN  978-9949-466832
  - Werner Bergengruen: Surm Tallinnas (Der Tod von Reval). Übersetzt von Rein Sepp und Mati Sirkel. Verlag Varrak, Tallinn 1999, ISBN  9985-302001